# Sigmaringen
Sigmaringen (Swabia: Semmerenga) là một thị trấn nằm ở tây nam nước Đức, thuộc bang Baden-Württemberg. Nằm ở thượng nguồn sông Danube, nơi đây là thủ phủ của huyện Sigmaringen.